# スバルの車種一覧
スバルの車種一覧（スバルのしゃしゅいちらん）では、SUBARUが販売する車種、過去に公開したコンセプトカー、過去に発売していた車種などについて記述する。

## 日本国内現行車種

### セダン
| セダン |        |          |                           |                               | |                              |
| 外観   | 車種名 | 初登場年 | 現行型                    | 現行型                        | 現行車種の概要 | 生産工場 （日本国内向け）    |
| 外観   | 車種名 | 初登場年 | 発表                      | 大幅改良 （マイナーチェンジ） | 現行車種の概要 | 生産工場 （日本国内向け）    |
| WRX S4 | WRX S4 | 2014年   | 2021年 11月25日 （2代目） |                               | WRX STIと比較し、より幅広い顧客層に向けた「大人のスポーツセダン」。 日本仕様は「S4」のサブネームをつけ、初代モデルでは水平対向4気筒2.0 L直噴ターボと スポーツCVTを組み合わせた仕様となっていたが、2代目モデルでは水平対向4気筒2.4 L直噴ターボとスポーツCVTを組み合わせた仕様に変更となった。 歴代モデルの「レヴォーグ」とボディパネルの一部やシャシー等を共用する。 北米・豪州向けは、「スバルWRX」の名称で販売される。 後述する「レガシィB4」と「インプレッサG4」が販売不振のため前者が2020年8月4日を以って、後者が2023年4月19日を以ってそれぞれ販売終了（ブランド廃止）となり、事実上、日本市場におけるスバル唯一のセダン型乗用車としての役割を担うこととなった。 なお、欧州市場には初代モデルに限り、水平対向4気筒2.5 Lターボと6速MTを 組み合わせた仕様のみ、2019年末まで販売された。 | 群馬製作所 本工場 （群馬県） |

### ステーションワゴン
| ステーションワゴン |            |          |                           |                               | |                              |
| 外観               | 車種名     | 初登場年 | 現行型                    | 現行型                        | 現行車種の概要 | 生産工場 （日本国内向け）    |
| 外観               | 車種名     | 初登場年 | 発表                      | 大幅改良 （マイナーチェンジ） | 現行車種の概要 | 生産工場 （日本国内向け）    |
| LEVORG             | レヴォーグ | 2014年   | 2020年 10月15日 （2代目） |                               | 「レガシィツーリングワゴン」に替わる、日本最適サイズのスポーツツアラー。初代モデルでは「WRX S4」とはボディパネルの一部やシャシー等を共用していた。 初代モデルでは水平対向4気筒1.6 Lおよび2.0 Lの直噴ターボエンジンを搭載。二代目となる現行型では新開発の水平対向4気筒1.8 Lおよび2.4 L直噴ターボエンジンを搭載する。 日本以外では、初代モデルでは欧州市場にも1.6 Lターボモデルが投入されているが、日本仕様には存在しない2.0 Lの自然吸気エンジン搭載モデルが存在していた。欧州市場は初代モデルのみ発売された。また、北米市場は初代モデルから未発売となる。 二代目モデルではオーストラリアでWRXスポーツワゴンの名で、ニュージーランドではWRX-GTワゴンの名で2021年10月から発売された。 | 群馬製作所 本工場 （群馬県） |

### クーペ
| クーペ     |            |          |                          |                               | |                              |
| 外観       | 車種名     | 初登場年 | 現行型                   | 現行型                        | 現行車種の概要 | 生産工場 （日本国内向け）    |
| 外観       | 車種名     | 初登場年 | 発表                     | 大幅改良 （マイナーチェンジ） | 現行車種の概要 | 生産工場 （日本国内向け）    |
| SUBARU BRZ | SUBARU BRZ | 2012年   | 2021年 7月29日 （2代目） |                               | トヨタ自動車と共同開発された水平対向エンジン＋FRレイアウトの2ドアクーペ型スポーツカー。 姉妹モデルある「トヨタ・GR86（旧・トヨタ・86）」とともに、全量スバルで生産を行い、世界各国に輸出している。 2代目では水平対向4気筒2.4 L直噴エンジンを搭載している。 | 群馬製作所 本工場 （群馬県） |

### SUV
| SUV            |                       |          |                        |                               | |                                                                   |
| 外観           | 車種名                | 初登場年 | 現行型                 | 現行型                        | 現行車種の概要 | 生産工場 （日本国内向け）                                         |
| 外観           | 車種名                | 初登場年 | 発表                   | 大幅改良 （マイナーチェンジ） | 現行車種の概要 | 生産工場 （日本国内向け）                                         |
| SOLTERRA       | ソルテラ              | 2021年   | 2022年4月14日          | -                             | トヨタ自動車と共同開発した、スバルブランド初の量産型の電気自動車。 | トヨタ自動車 元町工場 （愛知県）                                  |
| LEGACY OUTBACK | レガシィ アウトバック | 2003年   | 2021年10月7日（4代目） | 2022年9月8日                  | 「フォレスター」と並びスバルのグローバル販売を牽引するフラッグシップSUV。海外市場では代々「アウトバック」の名称で販売される。 主力市場となる米国では現地生産も行われ、2019年に新型にフルモデルチェンジしているが、欧州市場は未発売。北米市場では全て水平対向で4気筒2.5 L、4気筒2.4 Lターボの二種類が搭載されている。 2021年に投入された日本仕様には、水平対向4気筒の1.8 L直噴ターボエンジンが搭載される。                                                 | 群馬製作所 矢島工場 （群馬県）                                    |
| LEVORG LAYBACK | レヴォーグ レイバック | 2023年   | 2023年10月25日         |                               | レヴォーグのクロスオーバーSUV派生モデル。 2025年4月以降日本市場で同じ水平対向4気筒の1.8 L直噴ターボエンジンが搭載される「レガシィアウトバック」に替わる、日本最適サイズのSUVモデルになる予定。 | 群馬製作所 本工場 （群馬県）                                      |
| FORESTER       | フォレスター          | 1997年   | 2025年4月17日（6代目） |                               | 北米市場を中心に、グローバルで最も多く販売されるスバルの基幹車種。 “SUBARU GLOBAL PLATFORM”を採用したSUV。 エンジンは全て水平対向4気筒で、2.0 L直噴＋モーターアシストによる「e-BOXER」と1.8 L直噴ターボエンジンの2タイプ。 北米市場では2.5 Lのみの設定。また欧州市場では4代目が継続販売中。 | 群馬製作所 矢島工場 （群馬県）                                    |
| CROSSTREK      | クロストレック        | 2022年   | 2022年9月14日（4代目） | -                             | “SUBARU GLOBAL PLATFORM”を採用としたコンパクトSUV。 既存のインプレッサ（5ドアハッチバック）をベースに、クロスオーバーSUV的なエクステリアと、高い走破性を兼ね備えたモデルとして開発されている。 日本仕様のパワートレインは水平対向4気筒の2.0 L直噴＋モーターアシスト「e-BOXER」と水平対向4気筒の2.5 L＋総電力量1.1kWhのリチウムイオン電池の駆動用バッテリを採用した「ストロングハイブリッド」。 日本国内では3代目までは「SUBARU XV」として販売されていた。 | 1. 群馬製作所 本工場 （群馬県） 2. 群馬製作所 矢島工場 （群馬県） |
| REX            | レックス              | 1972年   | 2022年11月11日         |                               | 1972年からR-2後継及び、ヴィヴィオの先代車として1992年まで自社で生産する軽自動車の名称として使用されていたが、2022年にダイハツ工業からのOEM供給を受けて販売するコンパクトSUVとして名称が復活した。 ベース車両は「ロッキー」の直列3気筒1,200ccガソリンエンジン搭載のFF仕様車。 ただし、ベース車、およびそのOEMとなるトヨタ・ライズと異なりAWD仕様車やハイブリッド仕様車は投入されない。                                                                     | ダイハツ工業 滋賀（竜王）工場 第2地区 （滋賀県）                  |

### ハッチバック/トールワゴン
| ハッチバック/2BOX |              |          |                              |                               | |                                                                   |
| 外観              | 車種名       | 初登場年 | 現行型                       | 現行型                        | 現行車種の概要 | 生産工場 （日本国内向け）                                         |
| 外観              | 車種名       | 初登場年 | 発表                         | 大幅改良 （マイナーチェンジ） | 現行車種の概要 | 生産工場 （日本国内向け）                                         |
| IMPREZA           | インプレッサ | 1992年   | 2023年 4月20日 （通算6代目） |                               | スバルが自社生産する車の中で最も小型であり、エントリーモデルとしての位置づけである。 先代の5代目より、米国での現地生産が開始された。 日本仕様のエンジンは水平対向4気筒の2.0 L直噴、同2.0 L直噴＋モーターアシスト「e-BOXER」の2タイプ。 | 1. 群馬製作所 本工場 （群馬県） 2. 群馬製作所 矢島工場 （群馬県） |
| JUSTY             | ジャスティ   | 1984年   | 2016年 11月9日 （通算5代目） | 2020年 9月24日                | ダイハツ工業からのOEM供給を受けて販売する車種で、「トール」の同型車。 現在スバルで販売される軽自動車を除く現行車種としては唯一の5ナンバー車（小型自動車）となる。 リアスライドドアを採用したトールタイプの2BOXであり、日本市場では2016年11月、約22年ぶりにネーミングが復活した。 2016年登場型に於けるラインアップは3気筒の1. 0L自然吸気と同ターボの2種。 OEM元車両と同様、「ジャスティ」とエアロ系グレードである「ジャスティ カスタム」の2シリーズを用意していたが、2020年9月改良型ではカスタム系のみのモノグレードとなっている。 | ダイハツ工業 本社（池田）工場 第2地区 （大阪府）                  |

### 軽自動車
| 軽自動車（全て国内市場専用モデル） |                   |          |                           |                               | |                                                                                         |
| 外観                               | 車種名            | 初登場年 | 現行型                    | 現行型                        | 現行車種の概要 | 生産工場 （日本国内向け）                                                               |
| 外観                               | 車種名            | 初登場年 | 発表                      | 大幅改良 （マイナーチェンジ） | 現行車種の概要 | 生産工場 （日本国内向け）                                                               |
| CHIFFON                            | シフォン          | 2016年   | 2019年 7月16日 （2代目）  |                               | ダイハツ工業からのOEM供給を受けて販売する車種で、「タント/タントカスタム」の同型車。 OEM元車両と同様、「シフォン」とエアロ系グレードである 「シフォン カスタム」の2シリーズを用意している。                                                                  | ダイハツ工業 滋賀（竜王）工場 第2地区 （滋賀県）                                        |
| STELLA                             | ステラ            | 2006年   | 2014年 12月12日 （3代目） | 2017年 8月1日                 | ダイハツ工業からのOEM供給を受けて販売する車種で、「ムーヴ/ムーヴカスタム」の同型車。 OEM元車両と同様、「ステラ」とエアロ系グレードである 「ステラ カスタム」の2シリーズを設定する。                                                                          | 1. ダイハツ工業 京都工場 （京都府） 2. ダイハツ工業 滋賀（竜王）工場 第2地区 （滋賀県） |
| PLEO+                              | プレオプラス      | 2012年   | 2017年 5月9日 （2代目）   |                               | ダイハツ工業からのOEM供給を受けて販売する車種で、「ミライース」の同型車。 OEM元車両、およびトヨタへOEM供給される同型の 「ピクシスエポック」と異なり、ビジネスユーザー向けに特化し 主要装備をさらに簡素化したグレードが存在しない。                           | ダイハツ九州 大分（中津）工場 第2工場 （大分県）                                        |
| SAMBAR VAN                         | サンバー バン     | 1961年   | 2022年 1月13日 （8代目）  |                               | ダイハツ工業からのOEM供給を受けて販売する車種で、「ハイゼット カーゴ」および「アトレー」の同型車。 「ディアス」グレードはアトレーが、それ以外のグレードはハイゼットカーゴがそれぞれ同型車となる。 スバルが販売する車種では、最も長い歴史を持つモデルである。 | ダイハツ九州 大分（中津）工場 第1工場 （大分県）                                        |
| SAMBAR TRUCK                       | サンバー トラック | 1961年   | 2014年 9月2日 （8代目）   | 2022年 1月13日                | ダイハツ工業からのOEM供給を受けて販売する車種で、「ハイゼット トラック」の同型車。 スバルが販売する車種のうち、最も長い歴史を持つモデルである。 | ダイハツ九州 大分（中津）工場 第1工場 （大分県）                                        |

## 日本国外向け現行車種

### セダン
| 外観   | 車種名   | 初代登場年 | 現行型発表年 | マイナーチェンジ | 備考 | 生産工場                                                                      |
| ------ | -------- | ---------- | ------------ | ---------------- | --- | ----------------------------------------------------------------------------- |
| LEGACY | レガシィ | 1989年     | 2019年       |                  | 米国・豪州で販売される、スバルのフラッグシップセダン。 主力市場となる米国では現地生産も行われ、2019年に新型にフルモデルチェンジしているが、日本を含むアジア、および欧州等の各市場は未発売。 | スバル・オブ・インディアナ ・オートモーティブ・インク （米国 インディアナ州） |

### SUV
| 外観        | 車種名           | 初代登場年 | 現行型発表年 | マイナーチェンジ | 備考 | 生産工場                                                                      |
| ----------- | ---------------- | ---------- | ------------ | ---------------- | --- | ----------------------------------------------------------------------------- |
| ASCENT      | アセント         | 2018年     | 2018年7月    | 2022年           | 米国・カナダで販売される、3列シートを備えた大型SUV。新開発の水平対向2.4 L直噴ターボエンジンを搭載する。 | スバル・オブ・インディアナ ・オートモーティブ・インク （米国 インディアナ州） |
| TRAILSEEKER | トレイルシーカー | 2025年     | 2025年4月    |                  | 米国で販売される、ソルテラの派生モデル。                                                                |                                                                               |
| OUTBACK     | アウトバック     | 2025年     | 2025年4月    |                  | レガシィアウトバックの先代モデル、7代目はステーションワゴンからSUVに変わる。                            |                                                                               |
| UNCHARTED   | アンチャーテッド | 2025年     | 2025年7月    |                  | トヨタ自動車からのOEM供給、「C-HR+」の同型電気自動車。                                                  |                                                                               |

## 過去の日本国内販売車種
| 外観              | 車種名                     | 初登場年 | 販売終了年 | 世代数               | 備考 |
| ----------------- | -------------------------- | -------- | ---------- | -------------------- | --- |
| 1500              | 1500                       | 1954年   | [ 4 ]      | 1代                  | 富士重工業最初の乗用車であるが試作車のみ、ごく数台が製作された。 |
| 360               | 360                        | 1958年   | 1970年     | 1代                  | R-2の先代車。 |
| 1000              | 1000                       | 1966年   | 1969年     | 1代                  | 富士重工業が開発し、生産した同社初の量産小型乗用車である。 |
| ff-1              | ff-1                       | 1969年   | 1970年     | 1代                  | 富士重工業が生産していた乗用車。スバル1000のマイナーチェンジ版｡ |
| ff-1 1300G        | ff-1 1300G                 | 1970年   | 1972年     | 1代                  | 富士重工業の乗用車であり、ff-1のマイナーチェンジ版｡ |
| R-2               | R-2                        | 1969年   | 1973年     | 1代                  | スバル・360後継及びレックスの先代車。 |
| LEONE             | レオーネ                   | 1971年   | 2001年     | 3代                  | ff-1 1300G後継。4・5代目は日産自動車からのOEMモデル。 |
| Domingo           | ドミンゴ                   | 1983年   | 1998年     | 2代                  | 4・5代目サンバーをベースとしたワンボックスタイプの多人数乗りワゴン車。 |
| ALCYONE           | アルシオーネ               | 1985年   | 1991年     | 1代                  | 富士重工業が過去に製造していた2ドアクーペタイプの乗用車である。 |
| ALCYONE SVX       | アルシオーネSVX            | 1991年   | 1996年     | 1代                  | 富士重工業が1991年9月に発売を開始した5人乗り2ドアクーペタイプの乗用車である。 |
| DIAS WAGON        | ディアスワゴン             | 1990年   | 2020年     | 3代                  | 2009年からダイハツ工業からOEM供給を受けて販売。ベース車両は「アトレーワゴン」。 |
| VIVIO             | ヴィヴィオ                 | 1992年   | 1998年     | 1代                  | レックス後継及びプレオの先代車。 |
| LEGACY B4         | レガシィB4                 | 1998年   | 2020年     | 4代 （通算6代）      | 「B4」のサブネームは日本国内専用。海外仕様は「レガシィ（セダン）」、また、豪州のみ「リバティ」と呼称する。 最終となる4代目B4は折からのセダン市場の冷え込みの影響のあおりを受け、2020年8月4日を以って販売終了。                                                                               |
| R1                | R1                         | 2005年   | 2010年     | 1代                  | 富士重工業がかつて生産・販売していた軽自動車である。 |
| R2                | R2                         | 2003年   | 2010年     | 1代                  | R-2とは全く無関係。 |
| EXIGA             | エクシーガ                 | 2008年   | 2015年     | 1代                  | 富士重工業 が製造・販売していた、7人乗り 乗用車 である。 |
| EXIGA CROSSOVER 7 | エクシーガ クロスオーバー7 | 2015年   | 2018年     | 1代                  | エクシーガのマイナーチェンジ版。 |
| WRX STI           | WRX STI                    | 2012年   | 2020年     | 2代                  | サーキットユースまでを視野に入れたスバル最強のハイパフォーマンスセダン。 エンジンは水平対向で、日本仕様のみ高回転型2.0 Lターボ「EJ20」型を搭載するが、北米・欧州・豪州向けは2.5 Lターボ「EJ25」型を搭載。 いずれも6MTのみの設定。 EJ20型エンジンの生産終了と併せるかたちで当車種も生産終了。 |
| SUBARU XV         | SUBARU XV                  | 2010年   | 2022年     | 3代                  | 既存のインプレッサスポーツをベースに高い走破性を兼ね備えたモデルとして開発されたコンパクトSUV。。 北米市場では「クロストレック」の商標で販売。 |
| IMPREZA SPORT     | インプレッサ スポーツ      | 2011年   | 2023年     | 2代 （通算4代・5代） | 「スポーツ」のサブネームは日本国内のみであり、海外では 「インプレッサハッチバック」、または「インプレッサ5ドア」の名称で販売された。 |
| IMPREZA G4        | インプレッサG4             | 2011年   | 2023年     | 2代 （通算4代・5代） | 「G4」のサブネームは日本国内のみであり、海外では 「インプレッサセダン」、または「インプレッサ4ドア」の名称で販売された。 |

- 450（海外名・マイア）（1960年 - 1966年）
- ビッグホーン（いすゞ・ビッグホーン）（1988年 - 1993年）
- プレオ（ダイハツ・ミラ）（1998年 - 2018年）
- トラヴィック（オペル・ザフィーラ）（2001年 - 2005年）
- インプレッサアネシス(海外名・インプレッサ4ドア/インプレッサセダン)（2007年 - 2011年）
- デックス（ダイハツ・クー/トヨタ・bB）（2008年 - 2013年）
- ルクラ（ダイハツ・タントエグゼ）（2010年 - 2015年）
- トレジア（トヨタ・ラクティス）（2010年 - 2016年）

### 過去の日本国外専売車種
- ブラット（1977年 - 1985年）
- テュット（1989年 - 1994年）（台湾専売、ジャスティをベースとしたハッチバックセダン）
- アウトバックセダン（1994年 - 2003年）
- アウトバックスポーツ（1994年 - 2011年）
- ジャスティ（スズキ・カルタス/スズキ・スイフト/ダイハツ・ブーン）（1994年 - 2011年）（2代目以降 OEM）
- バハ（2003年 - 2006年）
- サーブ・9-2X（2004年 - 2006年）（2代目インプレッサスポーツワゴンのOEM）
- トライベッカ（2005年 - 2014年）

### 過去の受託生産車種
- 日産・チェリー（1970年 - 1978年）・日産・パルサー（1978年 - 2000年）・日産・マーチ（1982年 - 現在）（日産自動車より受託生産、スバル向けOEM車の設定はなし）

## 今後の車種展開

### メーカーより販売終了が公表されている車種
- ステラ（3代目モデル） - 2024年末予定（2023年4月末生産終了済み）これはダイハツ側不祥事に伴う一時生産停止である
- レガシィアウトバック - 2025年3月末予定（生産予定台数に達した時点で受注を終了する場合がある）

## コンセプトカー
- スバル・ACX-II（1985、アルシオーネがベース。XT6として市販された）
- スバル・F-9X (1985)
- スバル・BLT (1987)
- スバル・F-624エストレモ (1987)
- スバル・ジョーカー（JO-CAR）(1987)
- スバル・SVX（1989; アルシオーネSVXとして市販された）
- スバル・SRD-1（1990）
- スバル・アマデウス（Amadeus）（1991; アルシオーネSVXのシューティングブレーク版）
- スバル・CM1 (1991)
- スバル・Hanako (1991)
- スバル・リオマ（Rioma） (1991)
- スバル・ジャスミン（Jasmine）(1993)
- スバル・SAGRES (1993)
- スバル・SUIREN（1993）
- スバル・α-エクシーガ（Alpha-Exiga）(1995)
- スバル・エルキャパ（Elcapa）(1995)
- スバル・ストリーガ（Streega）（1995; フォレスターとして市販）
- スバル・エクシーガ（1996、ワゴン）[6]
- スバル・エルテン（Elten）(1997)
- スバル・エルテンカスタム (1999)
- スバル・FLEET-X (1999)
- スバル・ST-X (2000)
- スバル・HM-01 (2001)
- スバル・WX-01 (2001)
- スバル・B11S (2003)[7]
- スバル・B9スクランブラー (2003)
- スバル・R1e (2003)
- スバル・B5-TPH (2005, Turbo Parallel Hybrid)
- スバル・G4e (2007)
- スバル・レガシィ・コンセプト（2009）
- スバル・ハイブリッドツアラー (2009)
- スバル・インプレッサ・コンセプト（2010）
- スバル・アドバンスドツアラー (2011)
- WRXコンセプト（2013年）
- スバル・クロススポーツ（2013）
- スバル・VIZIV (2013-2019)
  - VIZIV（2013）
  - VIZIV Evolution（2013）
  - VIZIV 2（2014）
  - VIZIV GT Vision Gran Turismo（2014）
  - VIZIV FUTURE（2015）
  - VIZIV-7 SUV（2016）
  - VIZIV PERFORMANCE（2017）
  - VIZIV TOURER（2018）
  - VIZIV PERFORMANCE STI（2018）
  - VIZIV ADRENALINE（2019）
- スバル・STI E-RA (2022)
- スバル・スポーツモビリティ・コンセプト（2023）
- スバル・エアモビリティ・コンセプト（2023）
- スバル・HS500[8]

- V11S（2003）

B9スクランブラー（2003）
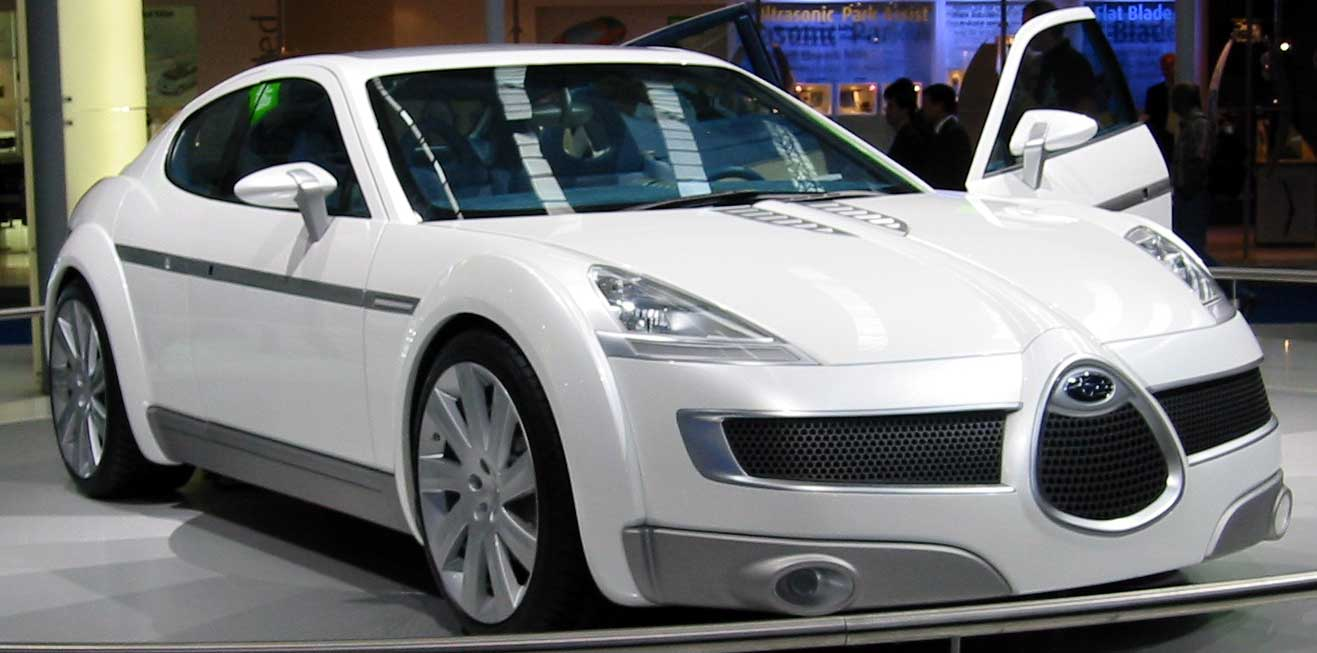
R1e（2003）
- B5-TPH（2005）
- G4e（2007）
- レガシィ・コンセプト（2009）
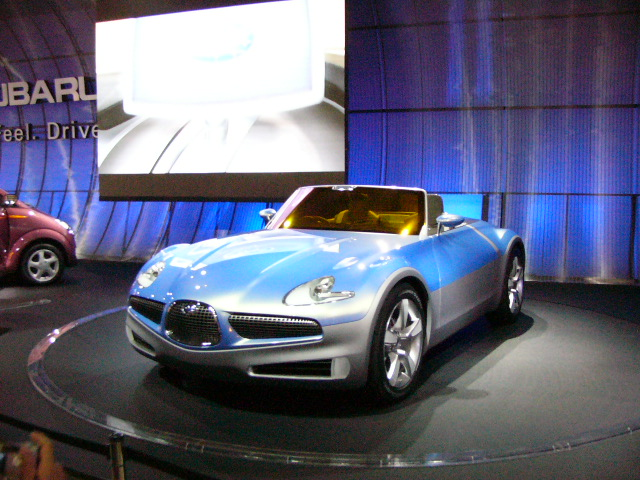
ハイブリッドツアラー（2009）
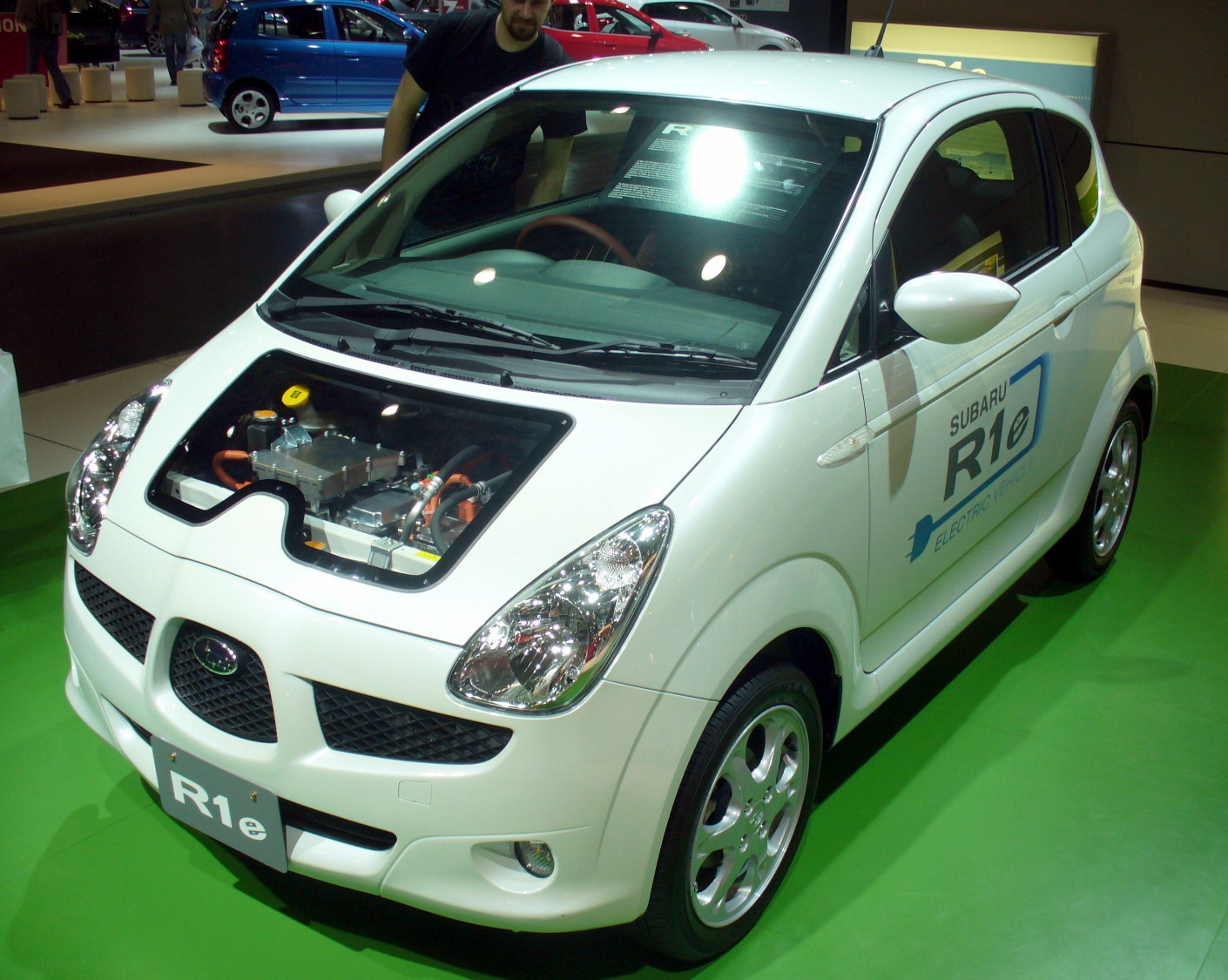
インプレッサ・コンセプト（2010）
- アドバンスドツアラー（2011）
- WRXコンセプト（2013）
- クロススポーツ（2013）
- VIZIV（2013）
- VIZIV 2（2014）
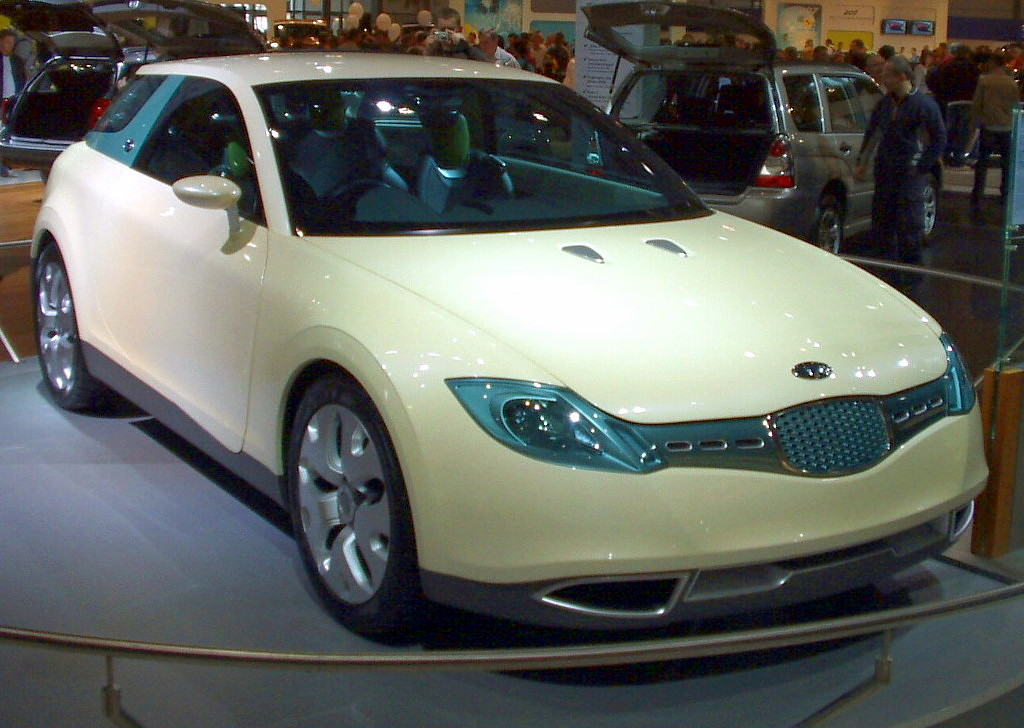
VIZIV FUTURE（2015）
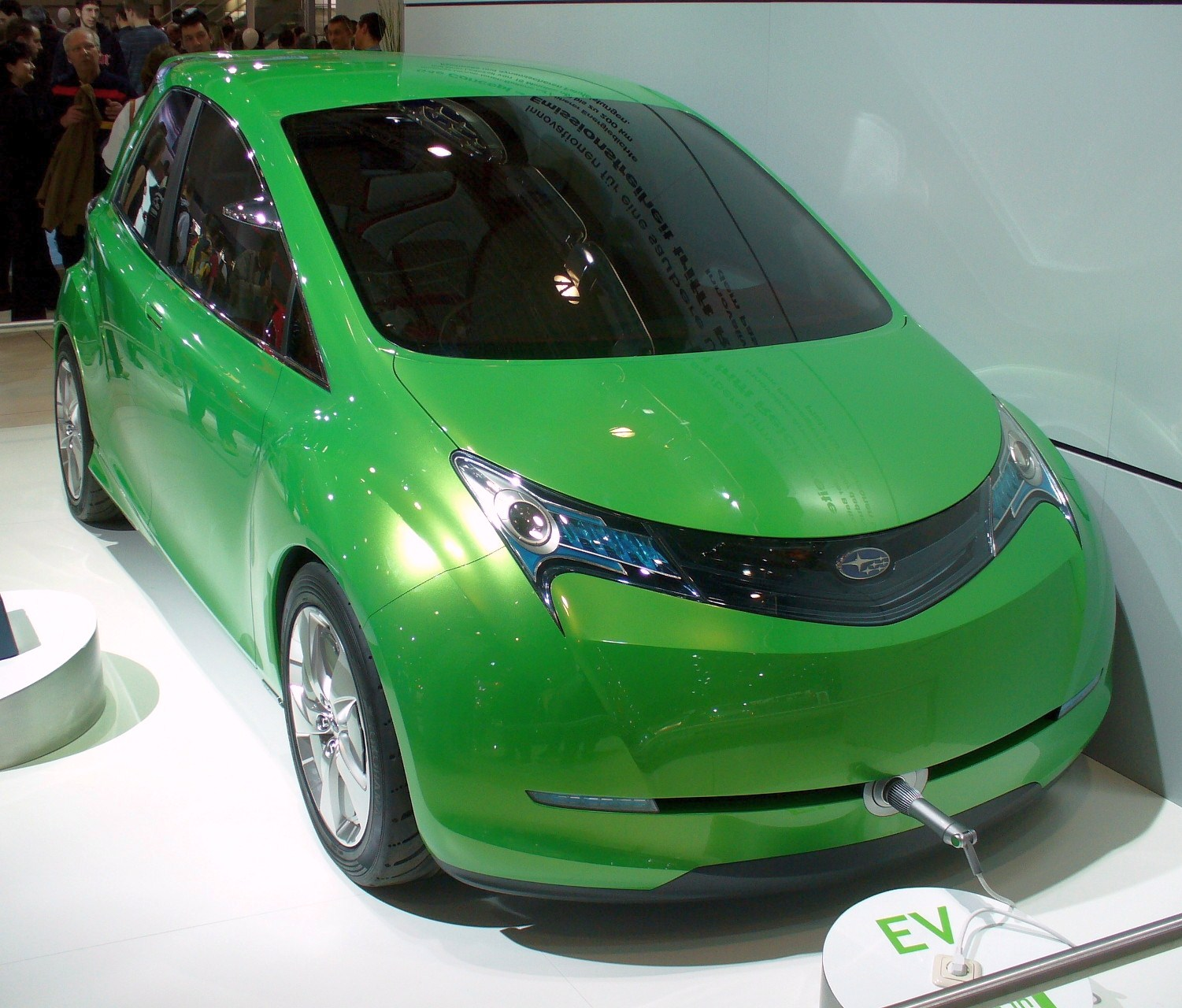
VIZIV PERFORMANCE（2017）
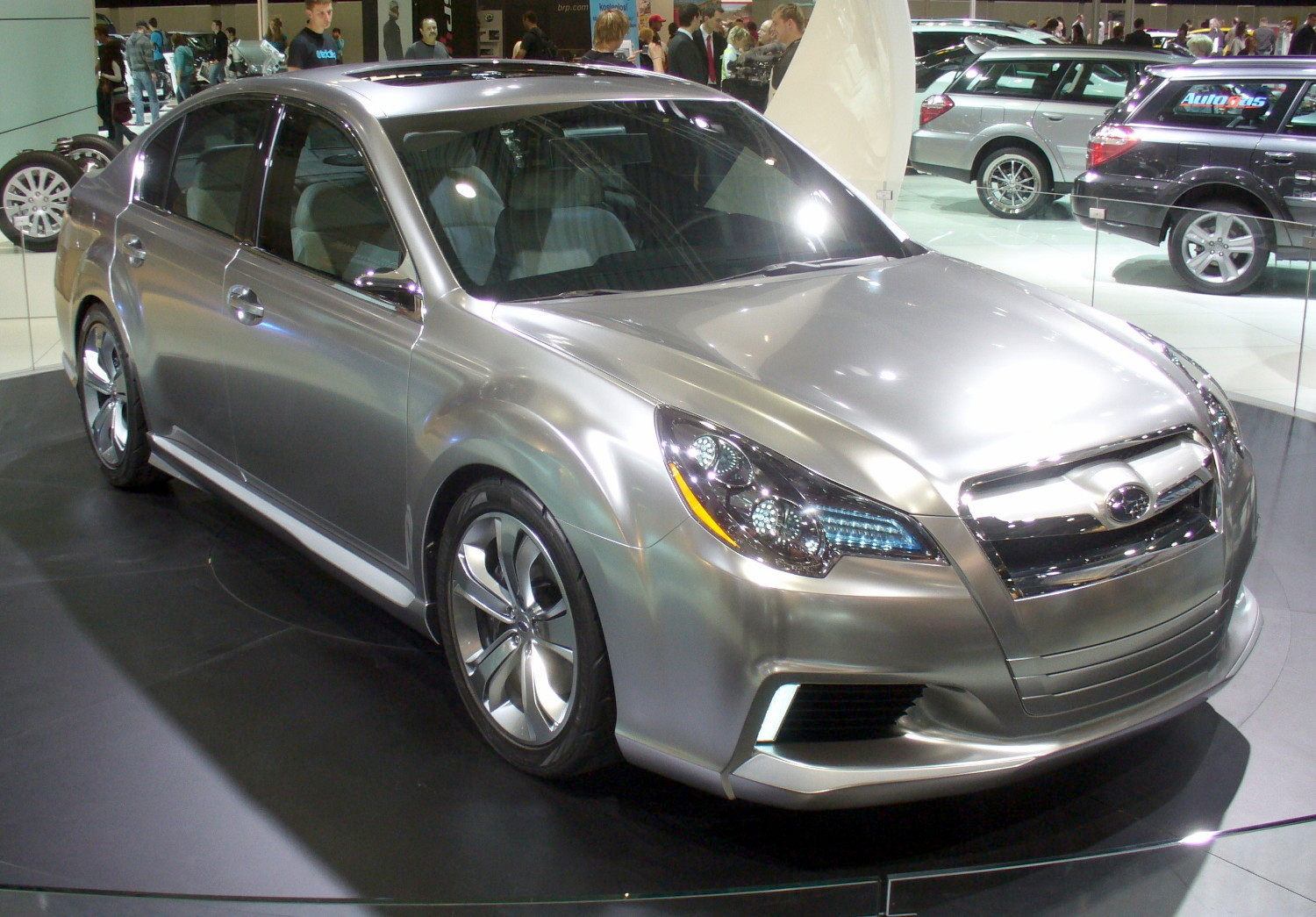
レガシィ・コンセプト（2009）
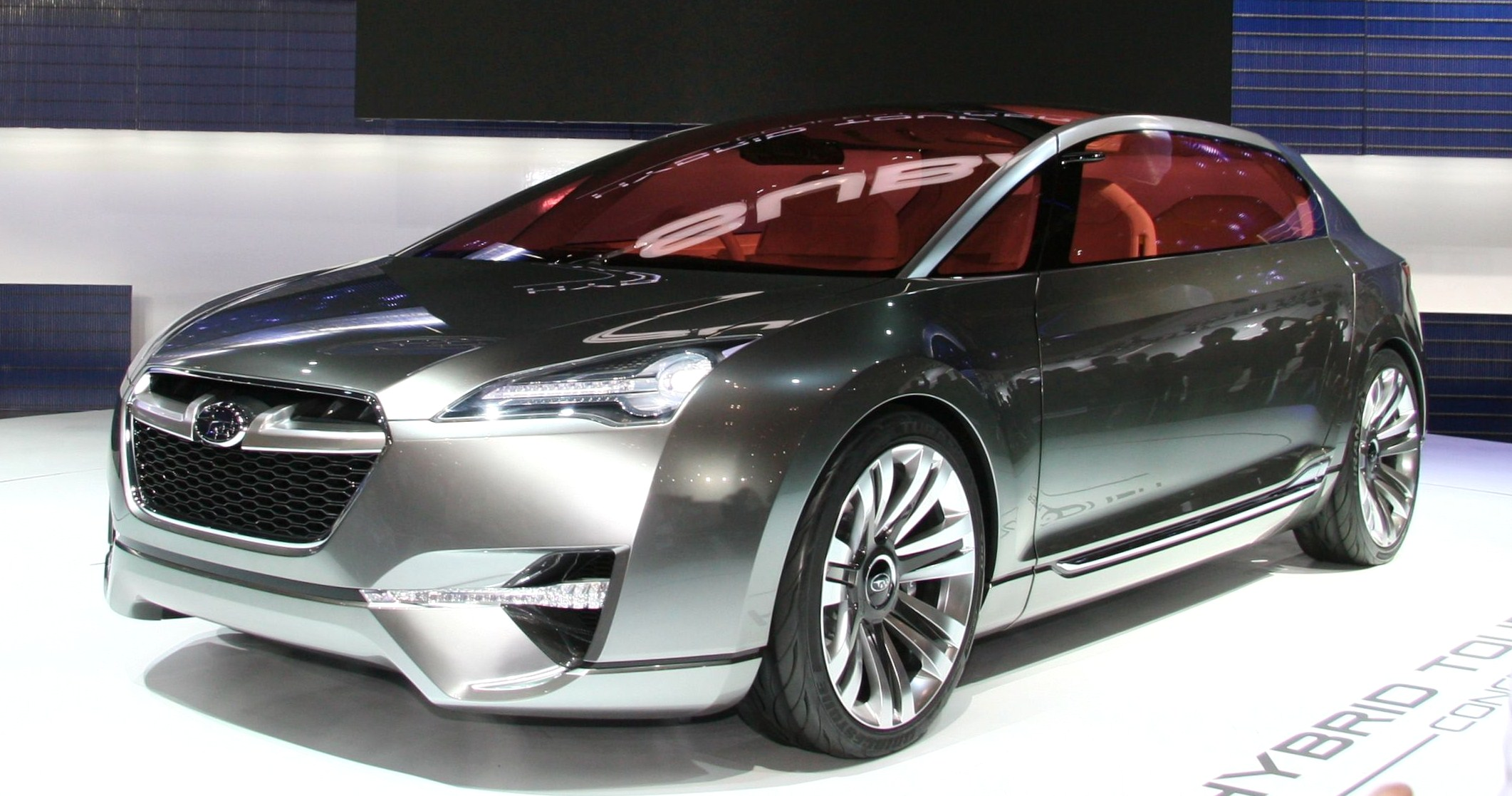
ハイブリッドツアラー（2009）
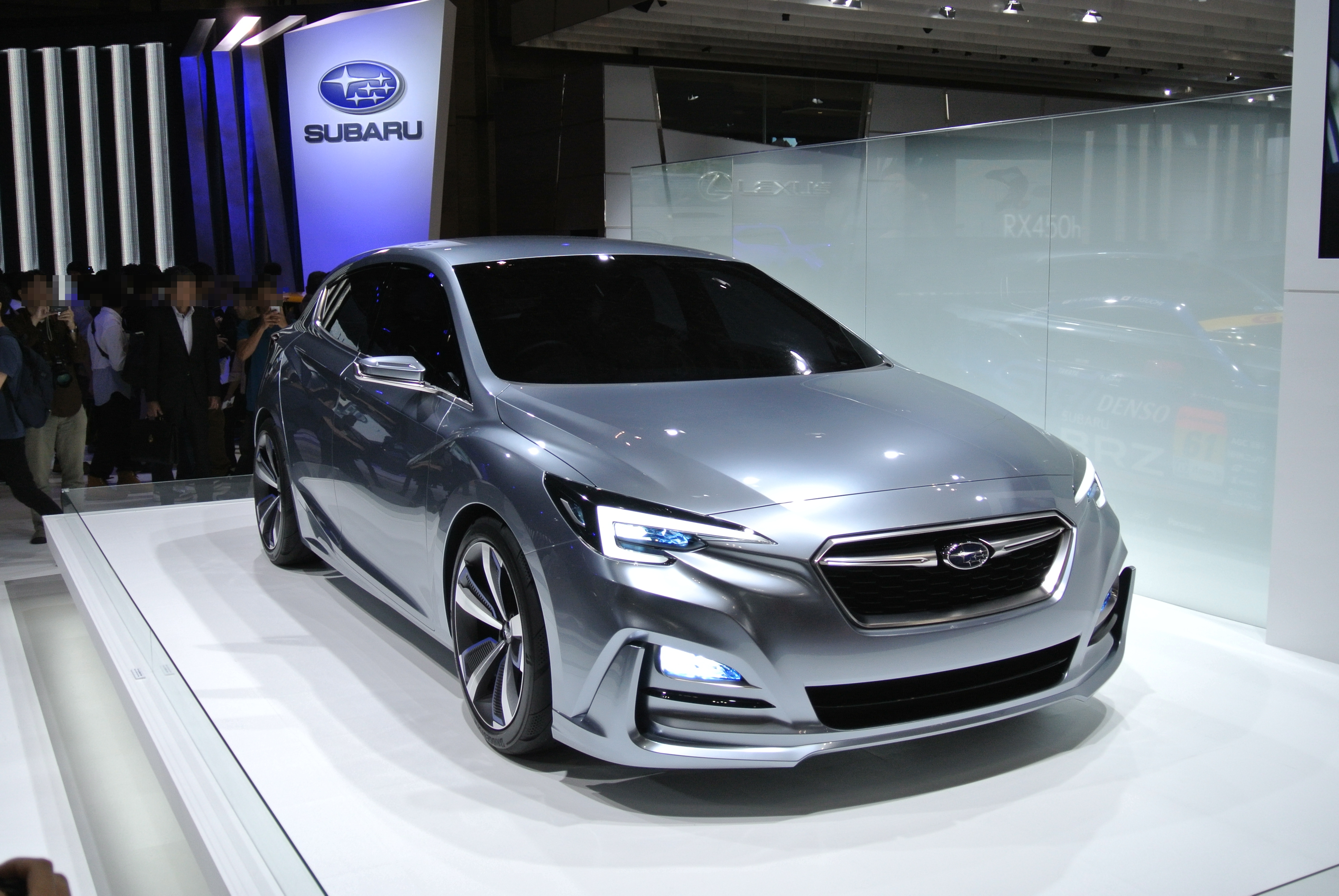
インプレッサ・コンセプト（2010）
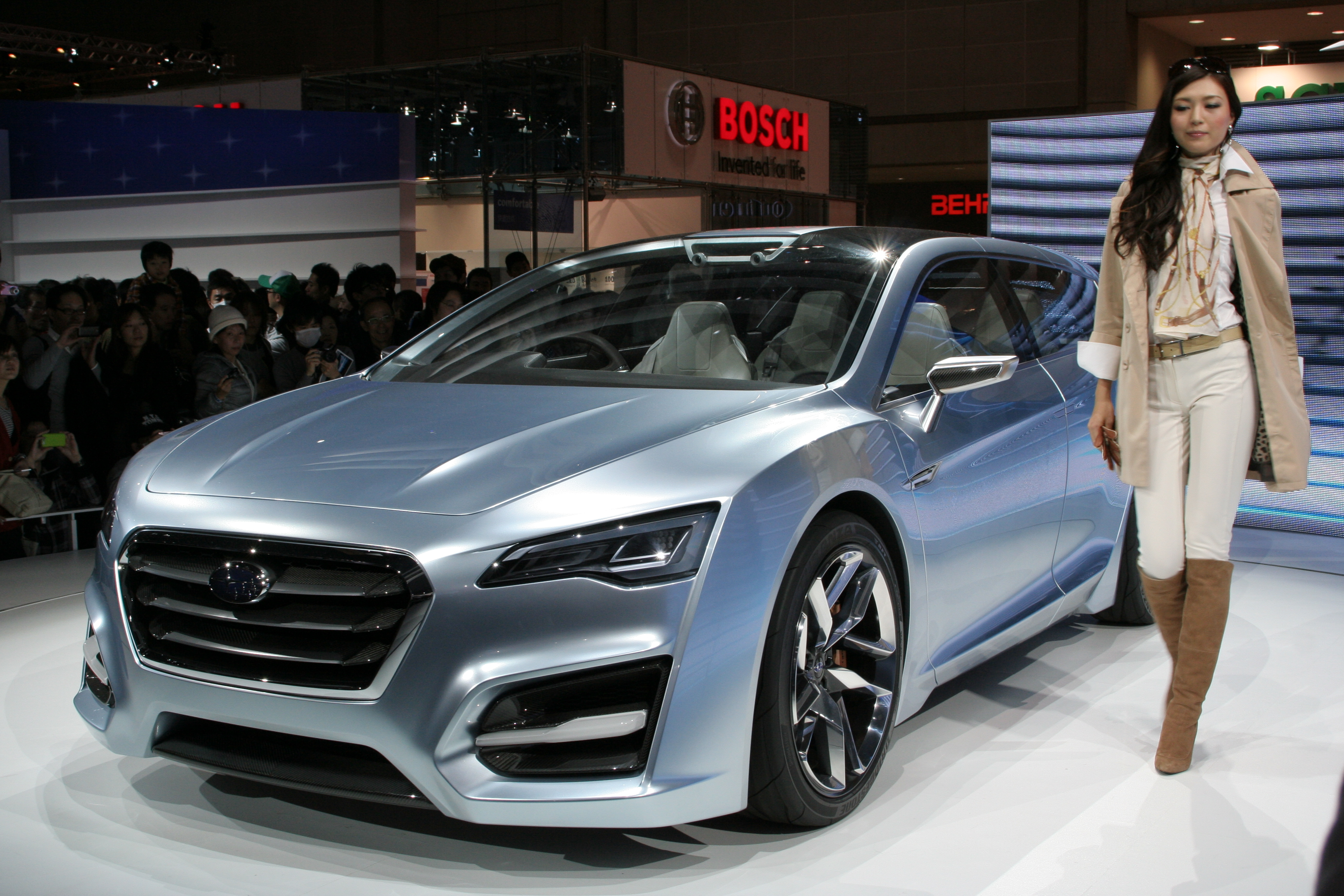
アドバンスドツアラー（2011）
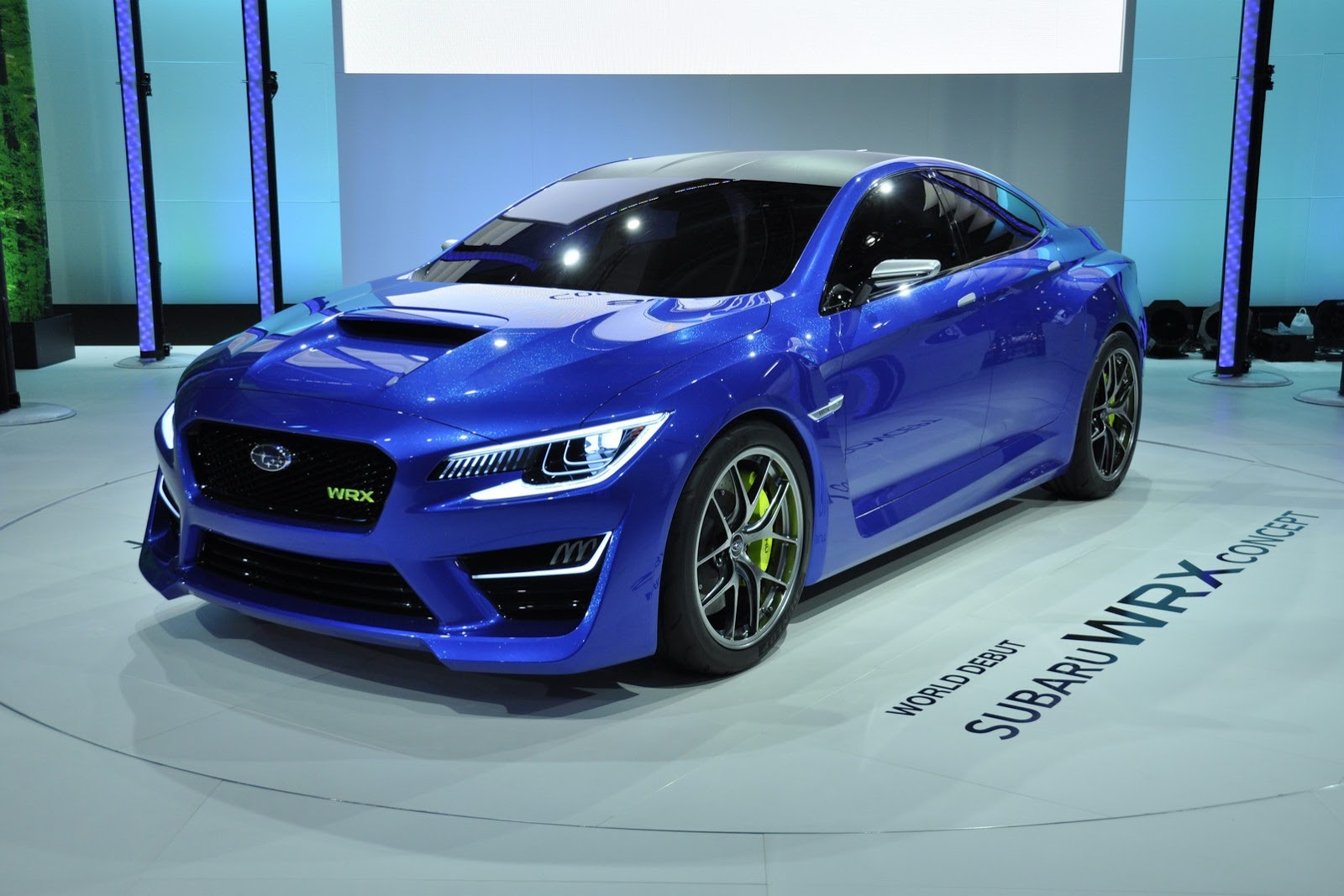
WRXコンセプト（2013）
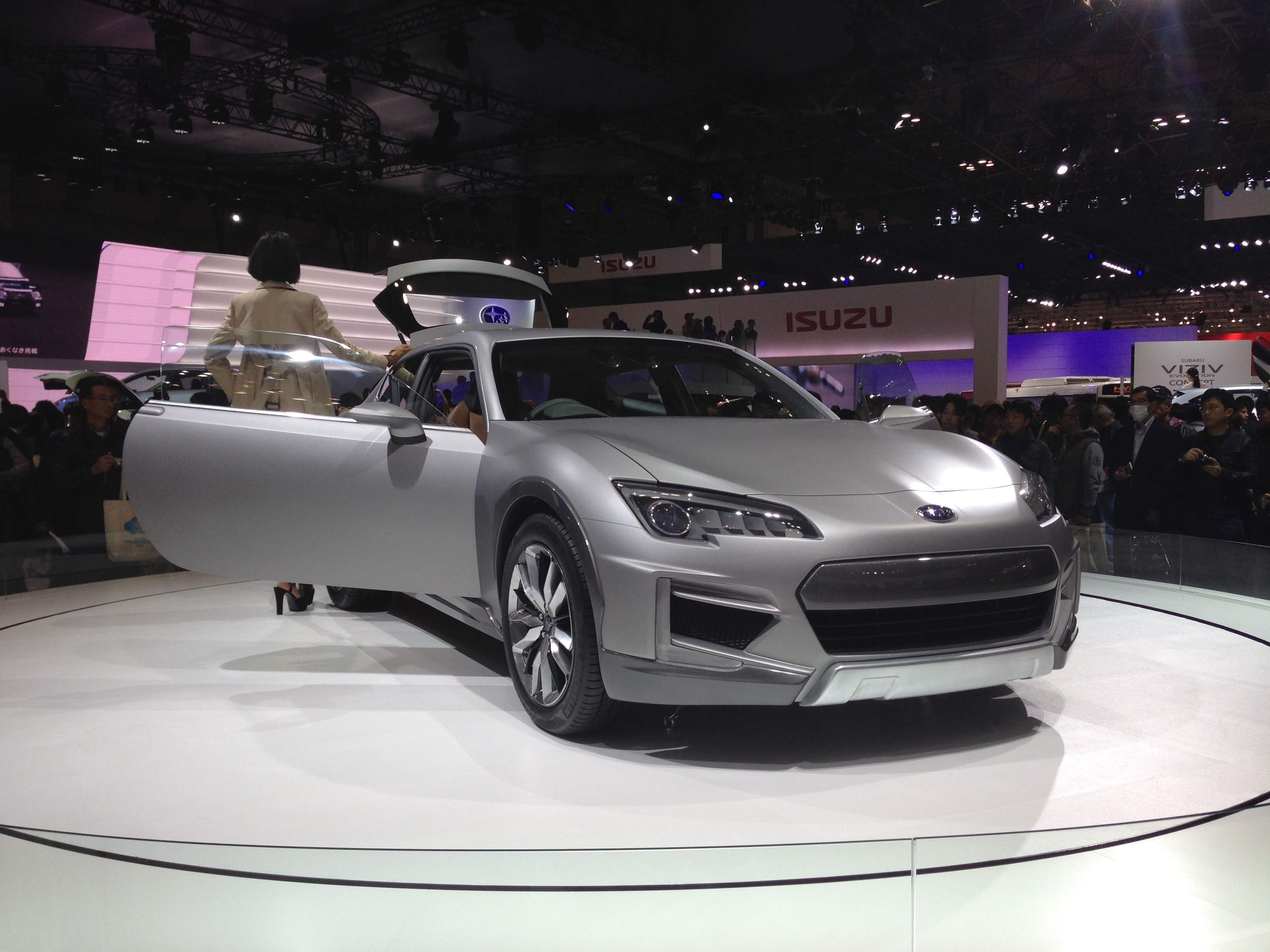
クロススポーツ（2013）
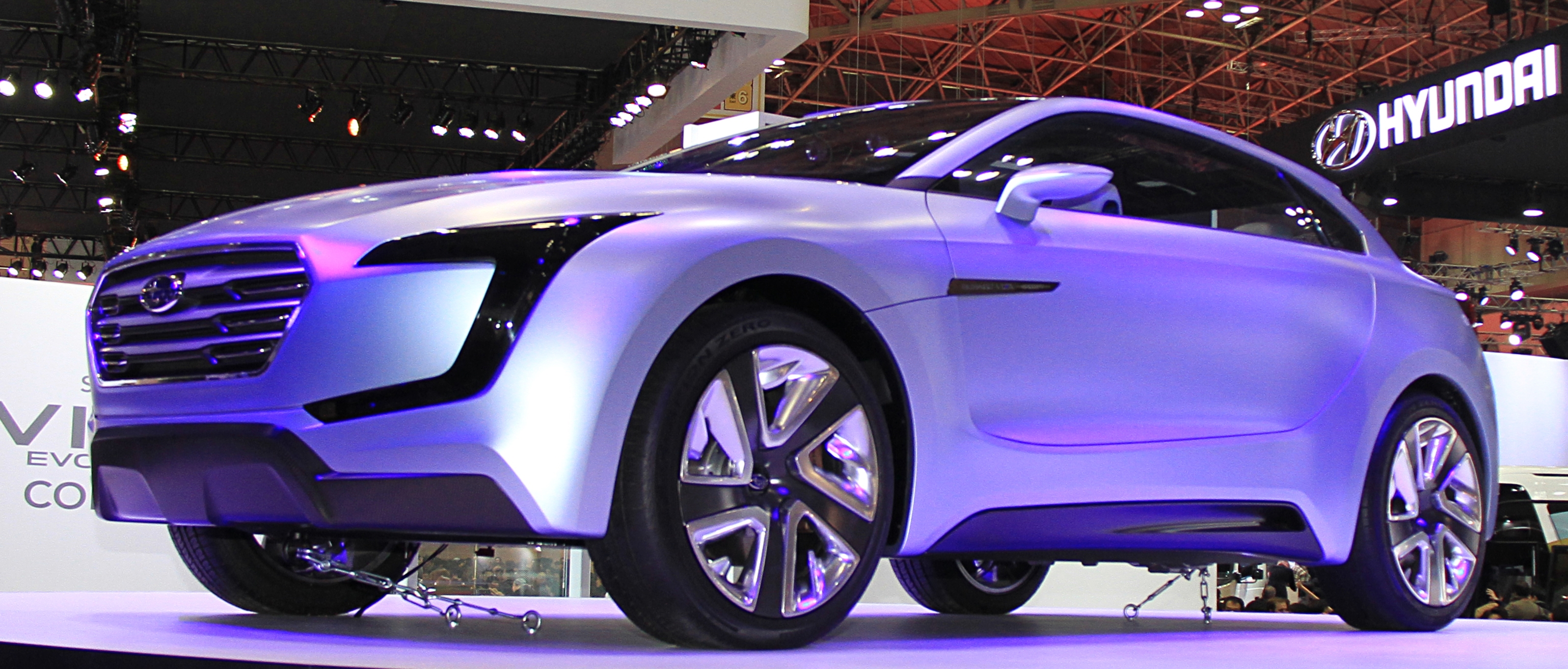
VIZIV TOUERE（2018）
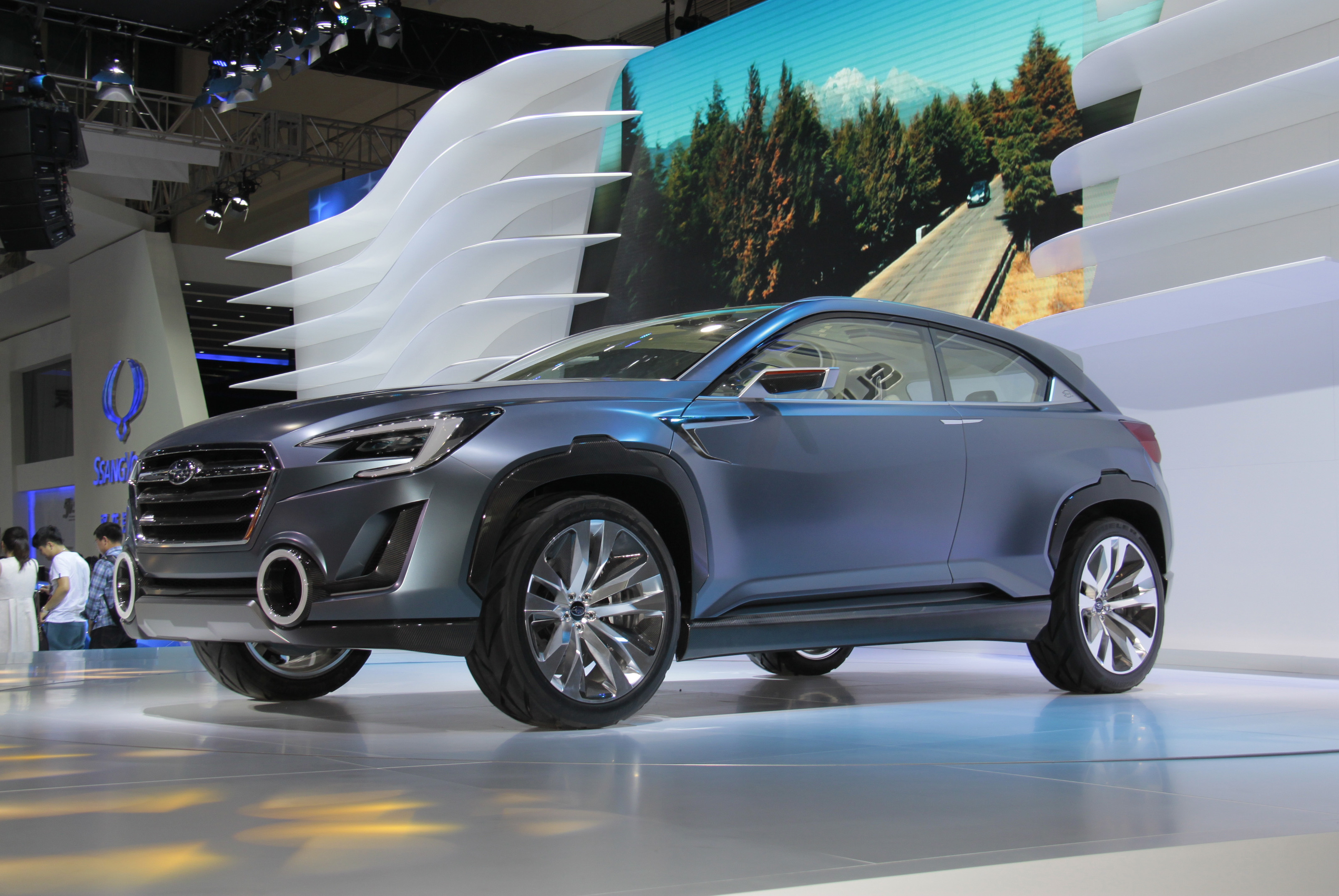
VIZIV PERFORMANCE STI（2018）
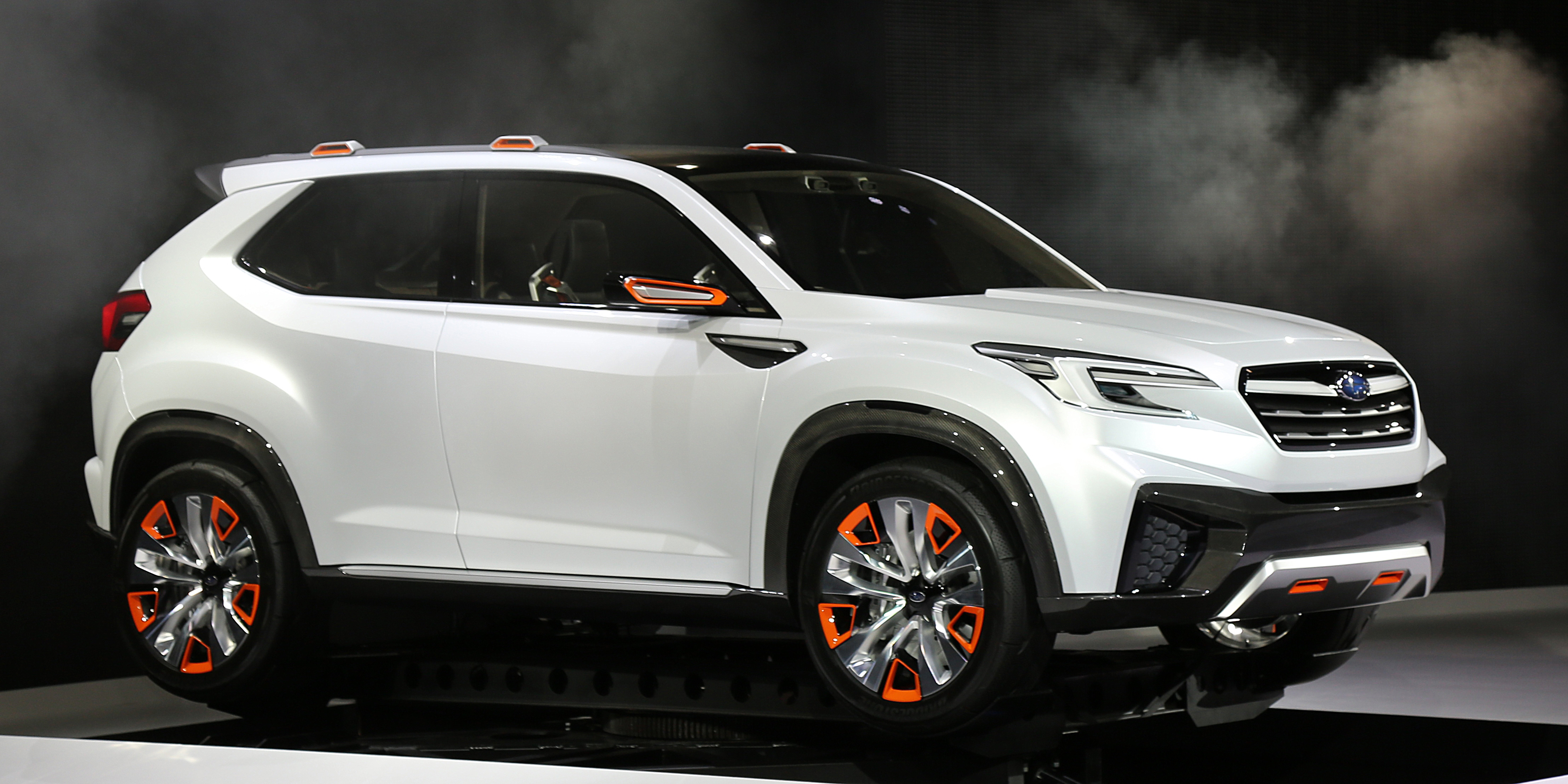
VIZIV ADRENALINE（2019）
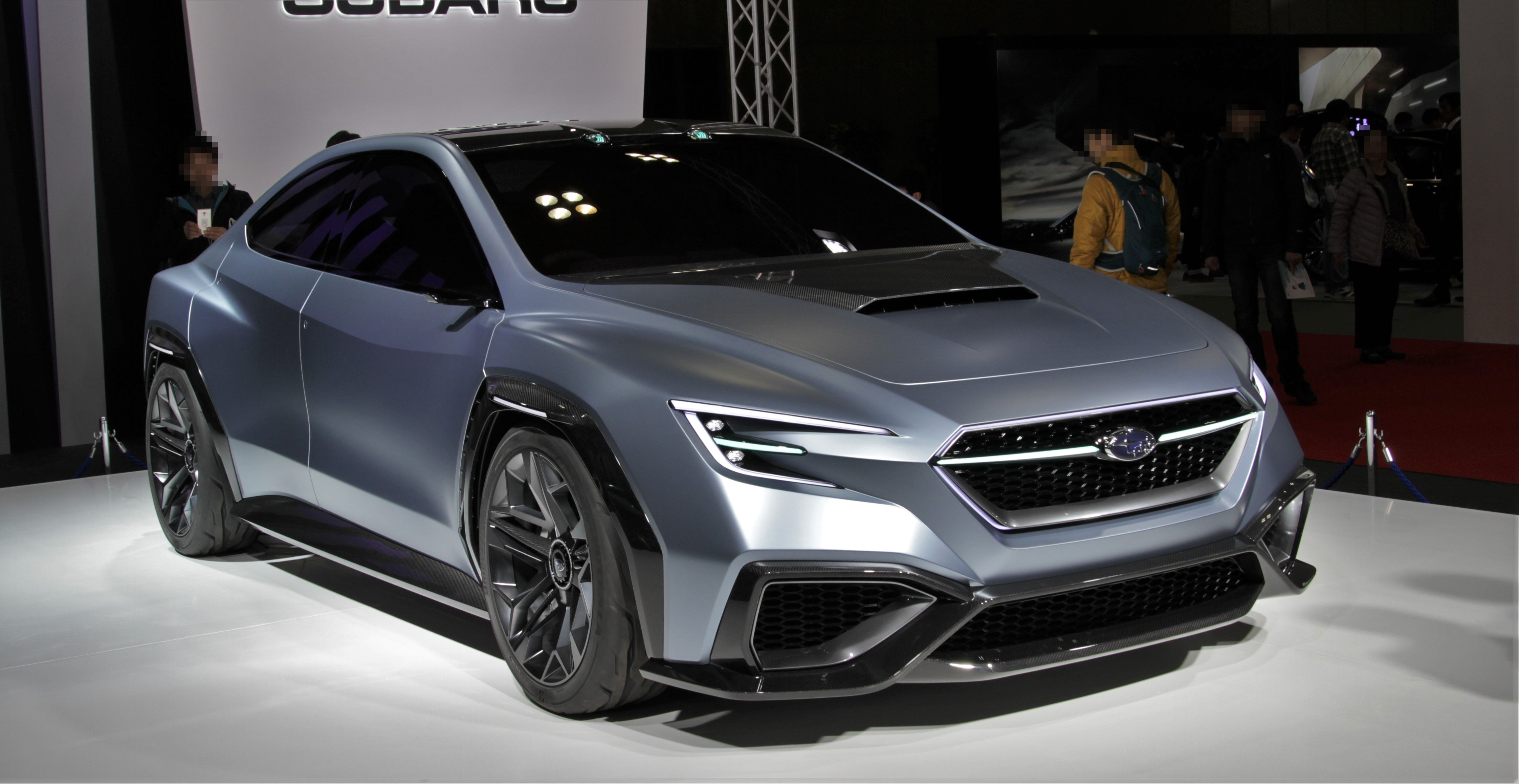
VIZIV PERFORMANCE（2017）
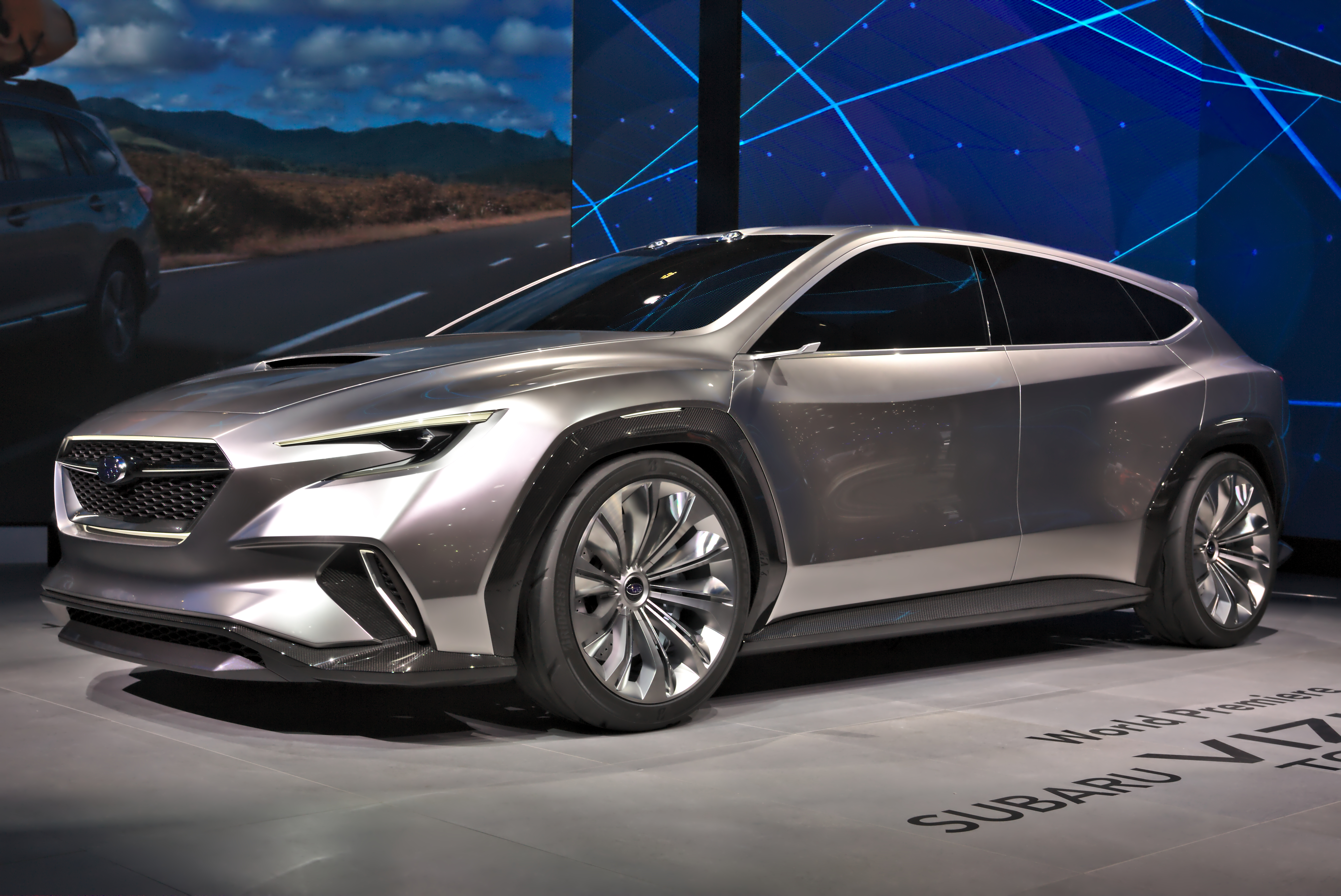
VIZIV TOUERE（2018）
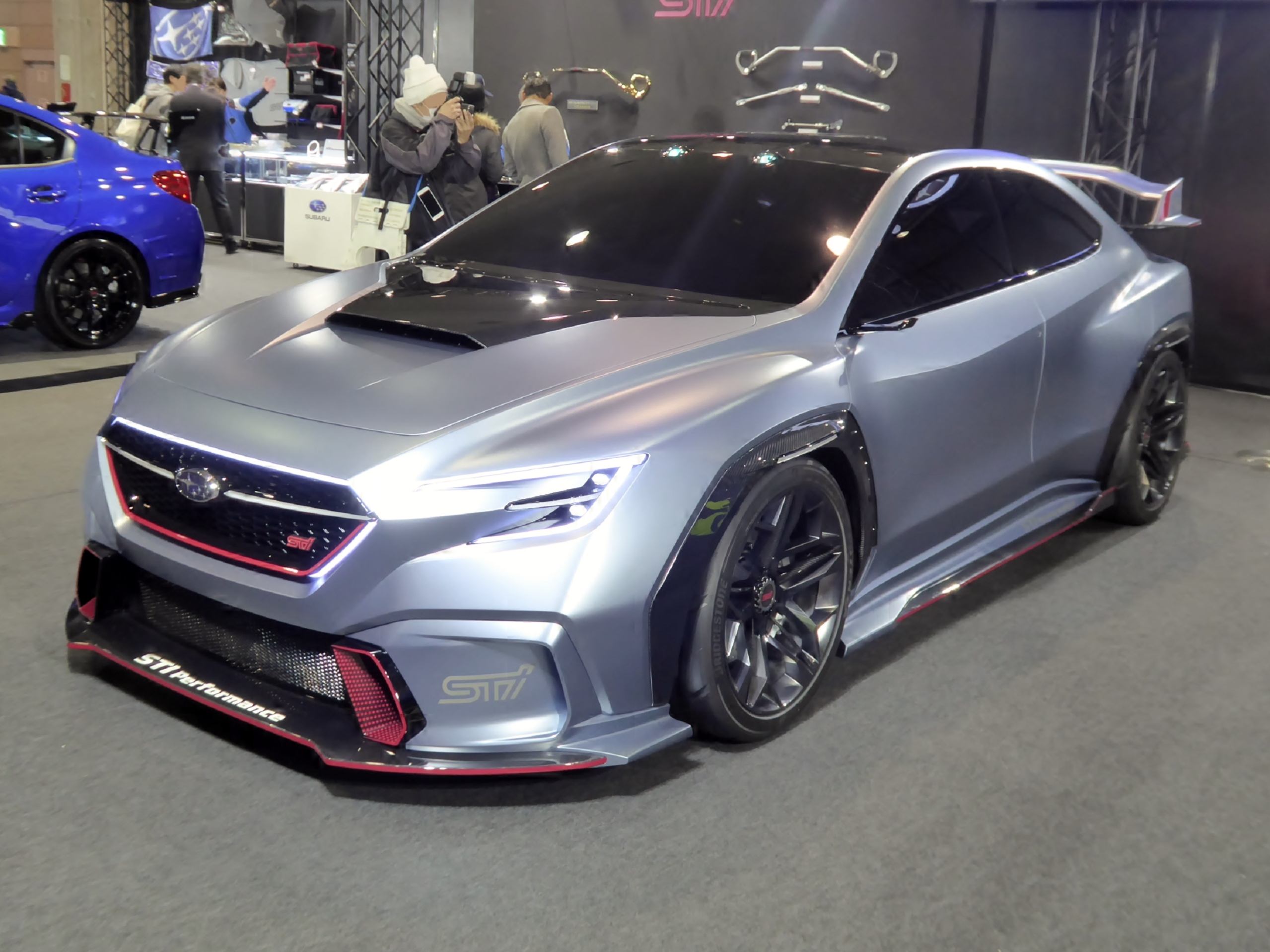
VIZIV PERFORMANCE STI（2018）
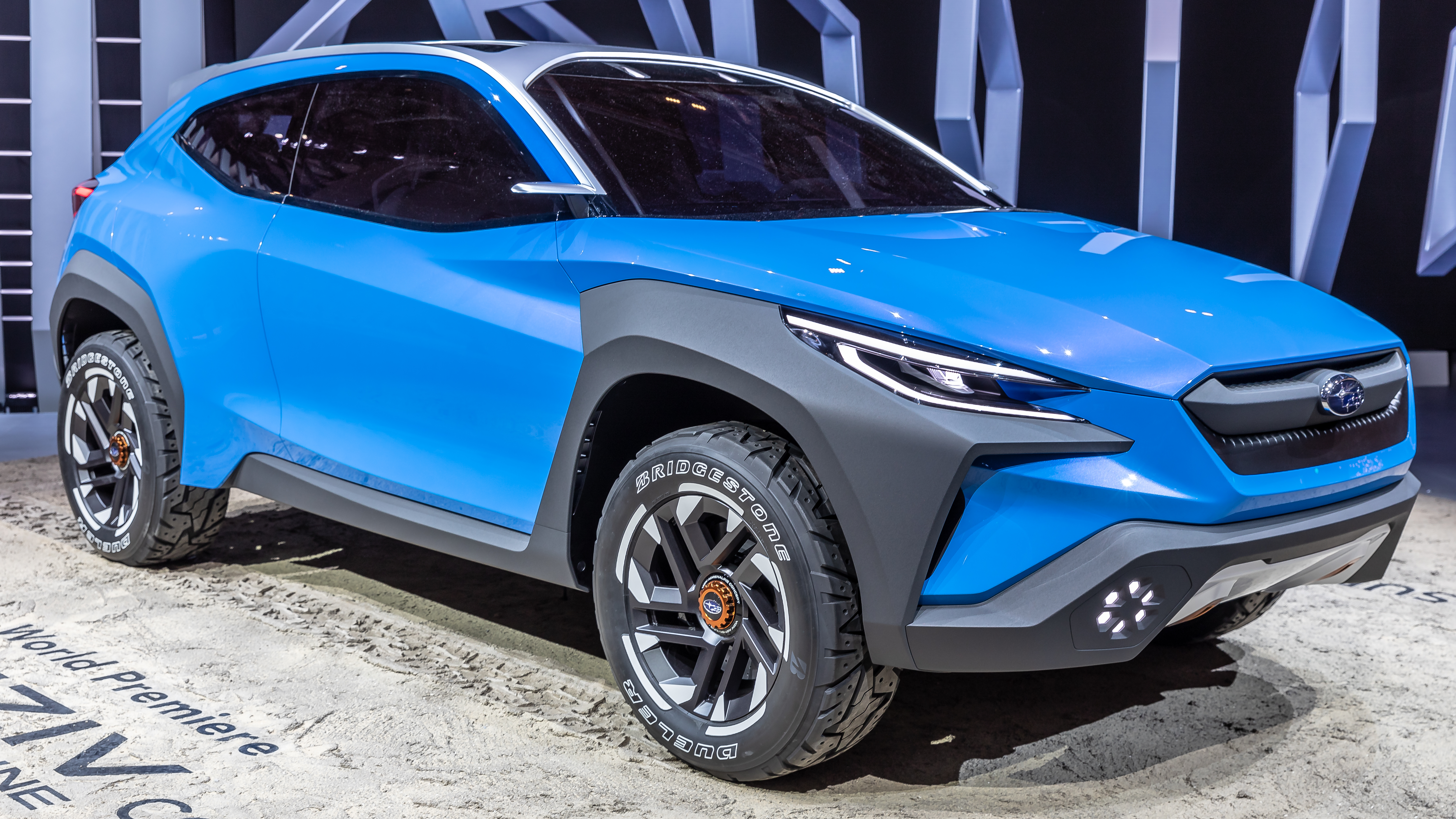
VIZIV ADRENALINE（2019）
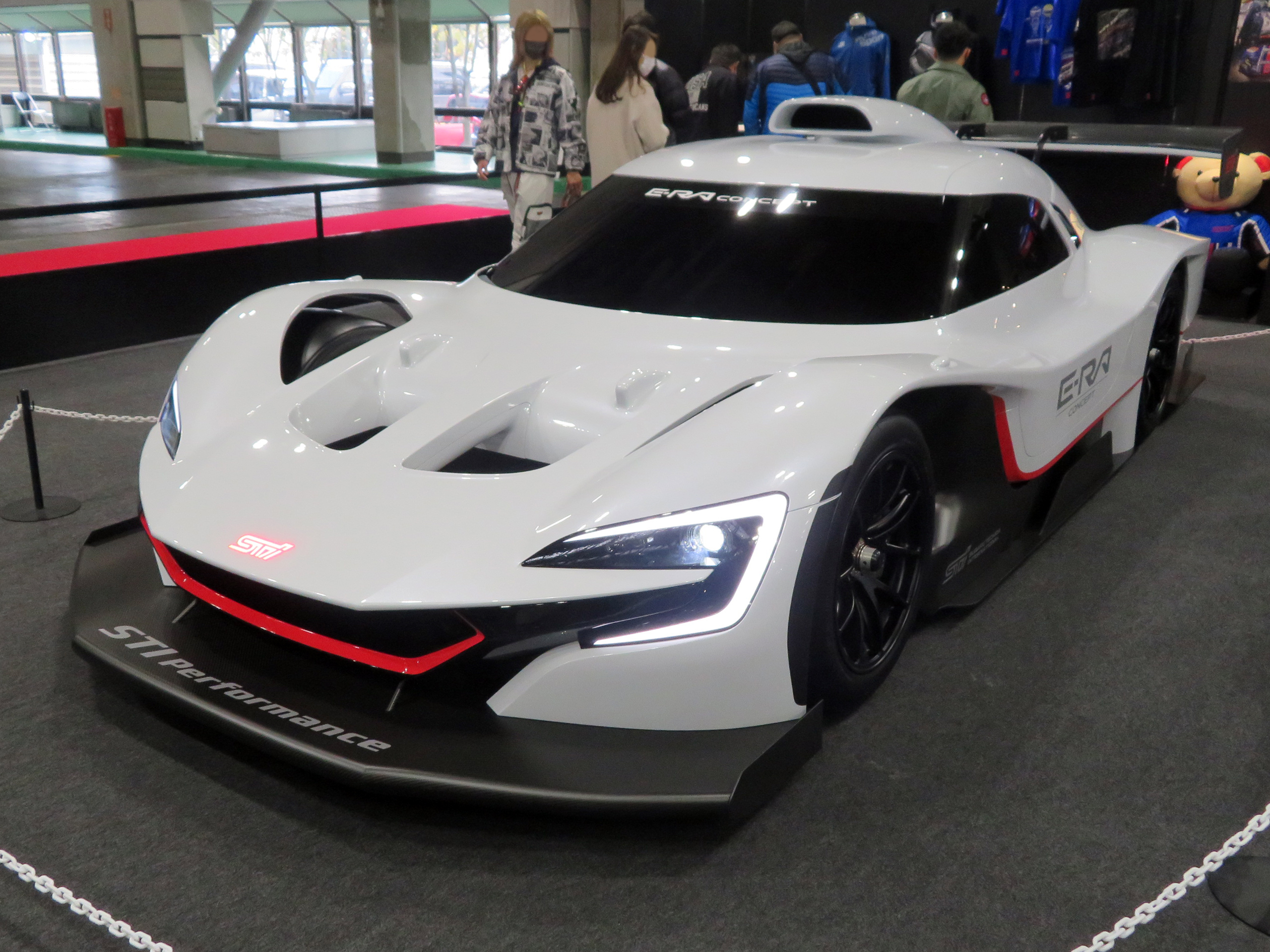
STI R-RA（2022）